# Костюковичи (Гомельская область)
Костюковичи (бел. Касцюковічы) — деревня в Слободском сельсовете Мозырского района Гомельской области Республики Беларусь.

## География

### Расположение
В 17 км на северо-запад от Мозыря, 13 км от железнодорожной станции Козенки (на линии Калинковичи — Овруч), 147 км от Гомеля. Пристань на реке Припять.

## Транспортная сеть
Транспортные связи по асфальтированным автодорогам, которые отходят от Мозыря. Планировка состоит из дугообразной широтной улицы, застроенной неплотно деревянными крестьянскими усадьбами.

## История
По письменным источникам известна с XVI века как село в владение казны, в Минском воеводстве Великого княжества Литовского. По материалам метрики Сигизмунда II Августа в 1568 году село, 6 дымов в Мозырской волости. Найденный в деревне в 1963 году монетный клад относится к 1651 году и свидетельствует о деятельности человека в этой местности в то время.
После 2-го раздела Речи Посполитой (1793 год) в составе Российской империи. В 1795 году село, работала деревянная церковь. Помещик Снедецкий владел в деревне и окрестности 4000 десятинами земли, 3 трактирами и винокурней. В 1886 году пристань на Припяти. Согласно переписи 1897 года действовали хлебозапасный магазин, постоялый двор. Рядом находилась усадьба. 10 жителей кроме земледелия занимались изготовлением корзин, кошелей и сетей для рыбной ловли. В 1908 году в Слобода-Скрыгаловской волости Мозырского уезда Минской губернии. В 1912 году открыта школа, которая размещалась в наёмном крестьянском доме. В 1917 году в Слободской волости Мозырского уезда Минской губернии.
В 1930 году организован колхоз. Действовала начальная школа (в 1935 году 82 ученика). Во время Великой Отечественной войны оккупанты 30 июля 1943 года согнали в одно место жителей, одних расстреляли, других живыми сбрасывали в колодцы (149 человек похоронены в могиле жертв фашизма в центре деревни) и полностью сожгли деревню. 49 жителей погибли на фронте. Согласно переписи 1959 года в составе колхоза имени В. И. Ленина (центр — деревня Слобода). Работают библиотека, фельдшерско-акушерский пункт. В деревне находится агроусадьба «Панский сад», останавливается пароход Мозырь — Туров, рядом с деревней природный заказник «Алес».

## Население

### Численность
- 2004 год — 57 хозяйств, 82 жителя.

### Динамика
- 1568 год — 6 дымов.
- 1795 год — 36 дворов, 237 жителей.
- 1811 год — 38 дворов.
- 1866 год — 23 двора, 214 жителей.
- 1886 год — 261 житель.
- 1897 год — 71 двор, 433 жителя (согласно переписи).
- 1908 год — в деревне 509 жителей, в помещичьей усадьбе 11 жителей.
- 1917 год — 604 жителя.
- 1925 год — 110 дворов.
- 1940 год — 150 дворов, 468 жителей.
- 1959 год — 449 жителей (согласно переписи).
- 2004 год — 57 хозяйств, 82 жителя.